# La Boca
La Boca es un barrio situado en la Comuna 4 de la Ciudad Autónoma de Buenos Aires, Argentina. Está situado en el límite sudeste de la ciudad. Su nombre se debe a que se ubica en la desembocadura del Riachuelo en el Río de la Plata. Entre otras razones, el barrio es conocido por  albergar al Club Atlético Boca Juniors, con su estadio La Bombonera.

## Ubicación geográfica
Está comprendido por las calles Regimiento de Patricios, Av. Martín García, Av. Paseo Colón, Brasil, la Dársena Sur y el Riachuelo.
Limita con los barrios de Barracas al oeste, San Telmo al noroeste y Puerto Madero al noreste, y con las localidades de Dock Sud y Avellaneda al sur.

## Historia

### La primera Buenos Aires
A partir del siglo XVI, una serie de incursiones portuguesas en el «Mar de Solís» (Río de la Plata) alertaron a la Corona española sobre la necesidad de defender la zona. Los portugueses, al igual que los españoles, codiciaban las riquezas del Nuevo Mundo y suponían que el inexplorado Río de la Plata podría ser un acceso directo hacia el océano Pacífico o hacia el Perú, cuya riqueza deslumbraba a todos los europeos. La Corona española estimó que un puerto en el Río de la Plata sería el punto de partida para la conquista de nuevos tesoros y además evitaría la intromisión portuguesa.
Así, en 1536, una nutrida expedición encabezada por Pedro de Mendoza ingresó en el Río de la Plata y levantó un fuerte hecho con la madera del casco de uno de los navíos. El nuevo asentamiento se llamó Fuerte de Santa María del Buen Ayre: la primera Buenos Aires. Según la versión histórica oficial este fuerte se levantó en el actual parque Lezama, en el barrio de San Telmo, aunque no hay un registro exacto que lo confirme y algunos autores sostienen que el verdadero sitio de fundación podría haber sido un poco más al norte.
Sin embargo, parte de la expedición continuó remontando el Paraná, mientras que el Fuerte del Buen Ayre sufría hambrunas y ataques, tanto de los animales nativos (jaguares y pumas) como de los aborígenes: el Río Matanza (Riachuelo desde el Puente La Noria hasta el Río de la Plata) debe su nombre a la feroz lucha que protagonizaron los europeos y los indios querandíes en 1536, en las márgenes de dicho río. El enfrentamiento culminó con la muerte de alrededor de mil aborígenes, contra veintisiete bajas españolas, incluyendo al capitán Diego de Mendoza.
Los españoles que continuaron remontando el Paraná fundaron el pueblo de Asunción en 1537 y su Teniente de Gobernador, Domingo Martínez de Irala, decidió convertirla en una plaza fuerte desde donde partirían las expediciones a la mítica Sierra de la Plata (Bolivia). En el marco de este plan, Irala decidió que lo ideal sería destruir Buenos Aires y trasladar a los colonos a Asunción, donde el clima era más cálido y los aborígenes más amistosos. Sin embargo, los porteños y su Teniente de Gobernador, Francisco Ruiz Galán, se opusieron a la evacuación ya que las cosechas de maíz habían dado un alto rinde y los aborígenes no habían vuelto a atacarlos. Ante el desacato, Irala se trasladó personalmente al Río de la Plata para resolver el conflicto y así, la primera Buenos Aires, fue desmantelada en 1541.
Consolidada Asunción, partieron desde allí varias expediciones frustradas a la sierra de la Plata, hasta que, finalmente, los españoles provenientes del Perú llegaron primero. El emplazamiento paraguayo perdió su razón de ser y la región fue desestimada por la Corona. Tras la muerte de Irala, Asunción buscó romper su aislamiento comercial, fundando nuevos pueblos hacia la costa atlántica que le permitieran comerciar con España. Así es que Juan de Garay funda los pueblos de Santa Fe (1573) y Buenos Aires (1580).

### La Segunda Buenos Aires
Los límites urbanos originales de la nueva Buenos Aires fueron los siguientes: al Este la barranca del Río de la Plata (Av. Paseo Colón - Av. Alem), al oeste las actuales calles Salta y Libertad, al Sur la actual Avenida Independencia y al norte la calle Viamonte. Más allá de la traza urbana se extendían las tierras de provecho común o “chacras”, que servían para el autoabastecimiento de la ciudad: allí se realizaban cultivos y se criaba al ganado. Pasando las chacras Garay también repartió grandes franjas de tierras entre los colonos, que tiempo después serían las primeras estancias. Hacia el sur el reparto abarcó desde el Riachuelo hasta la zona de Ensenada y Magdalena, mientras que hacia el norte, la distribución comenzó desde la actual plaza San Martín (Retiro) hasta lo que es hoy el Partido de San Fernando.
Con el tiempo, la ciudad original se expandió y al sur de la avenida Independencia surgió el barrio de San Telmo, residencia de personajes ilustres y sede de las principales instituciones de la ciudad como por ejemplo su primer hospital.
Más allá del parque Lezama la zona se volvía baja y anegadiza, lo que impidió durante mucho tiempo el asentamiento de vecinos estables. Originalmente hubo allí una serie de barracones para la comercialización de esclavos negros, mientras que en el período independiente comenzaron a funcionar los primeros saladeros (cobertizos en que se salaba la carne vacuna para la exportación) y curtiembres de cuero.

### SigloXIX

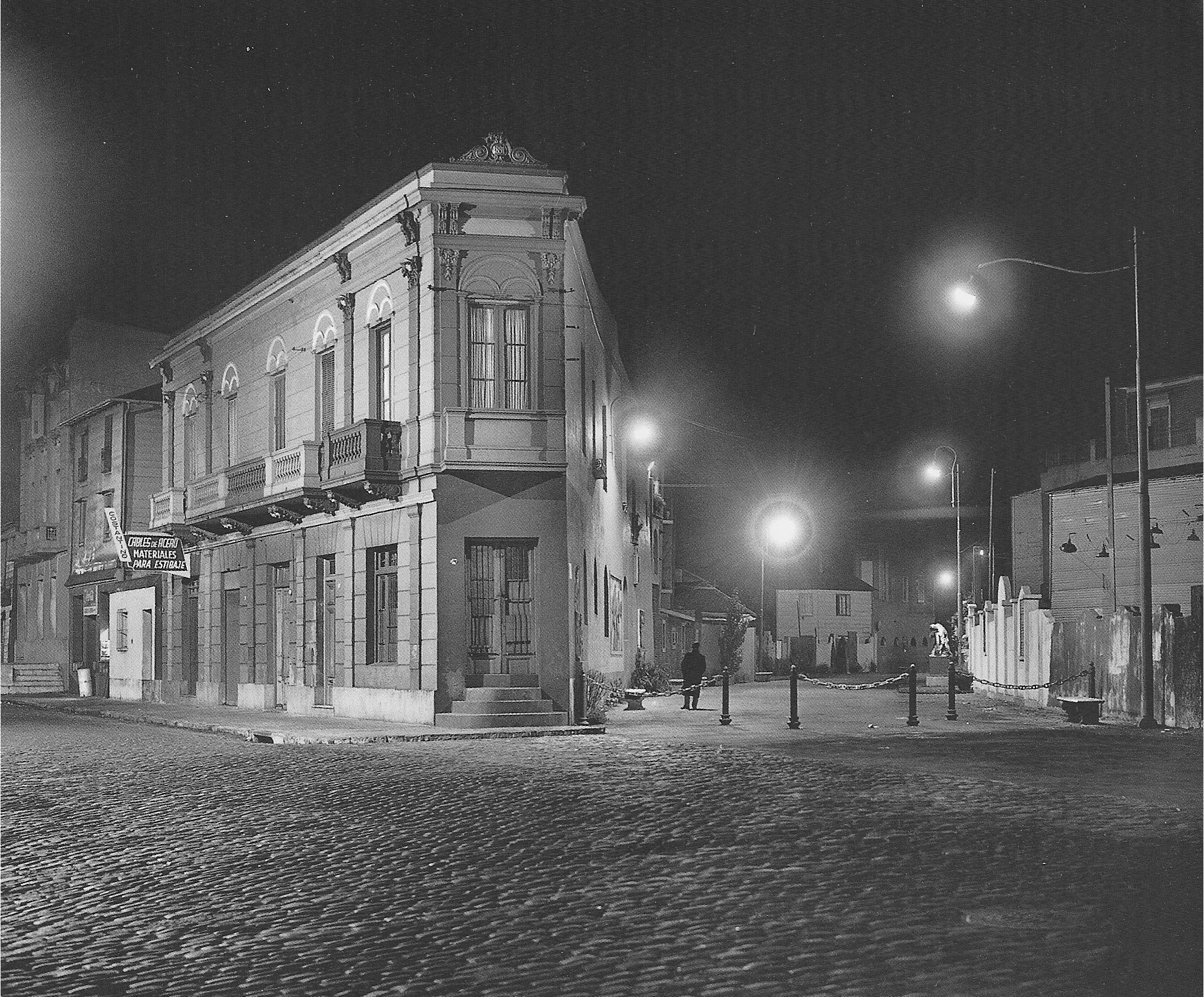
La Boca de noche.

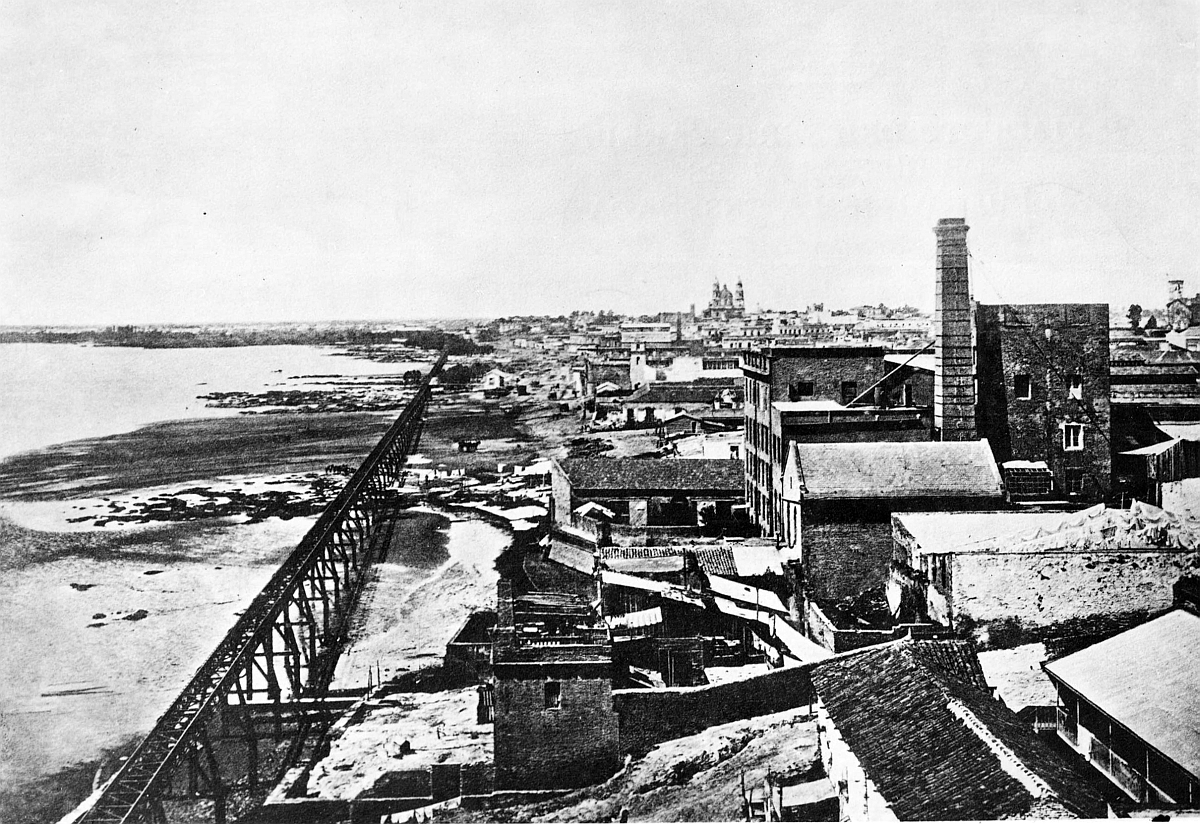
El viaducto del FC a Ensenada sobre la actual Av. Paseo Colón, ca. 1880.

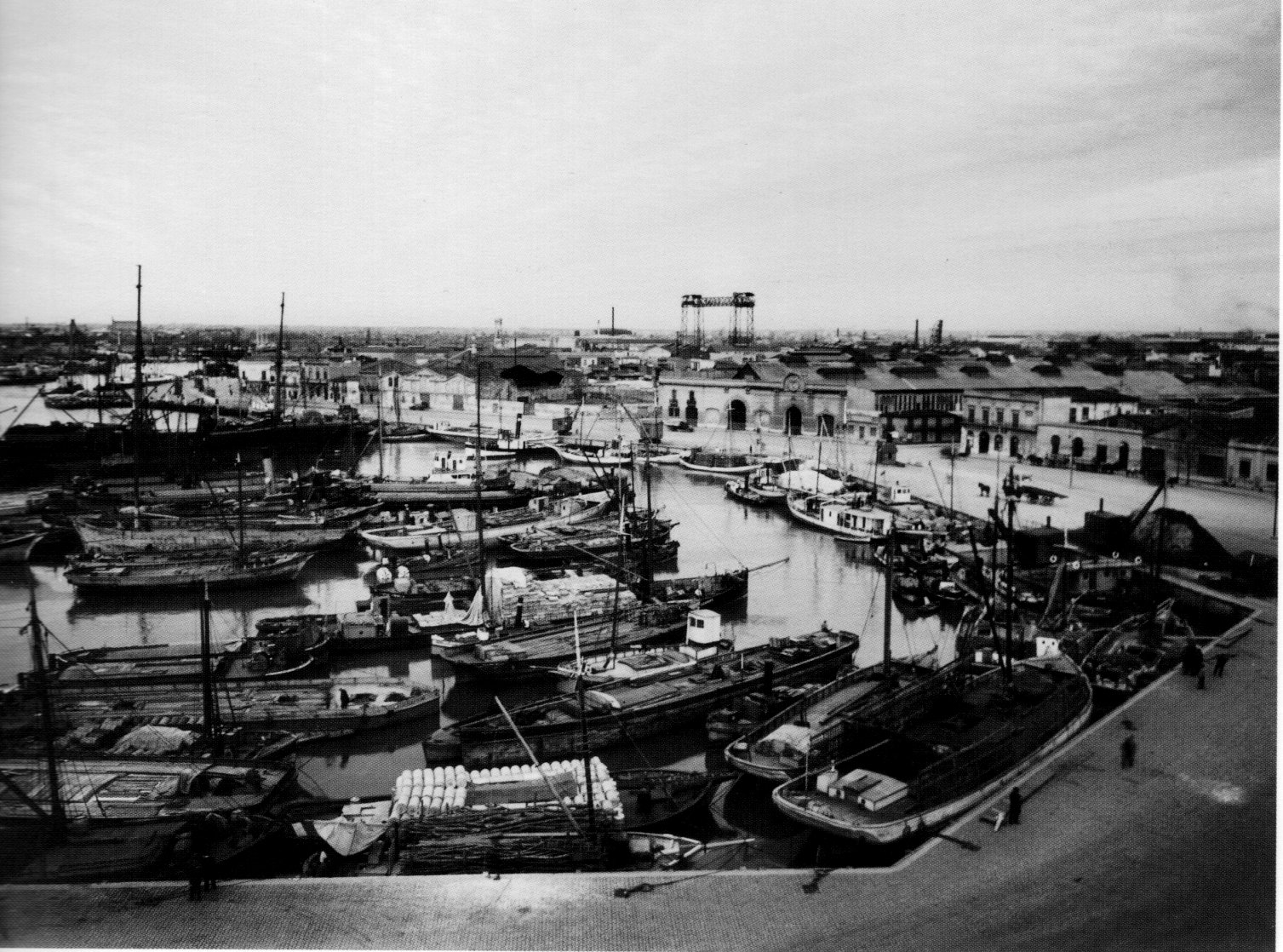
Puerto de La Boca y el puente transbordador de Barracas (hoy desmantelado).

Hasta principios del siglo XIX, lo que hoy es el barrio de La Boca se mantuvo prácticamente deshabitado, siendo entre los años 1830 y 1852 cuando comenzaron a instalarse las primeras familias. Al ser la zona de mayor entrada de barcos, a finales del siglo XIX se asentaron allí muchos inmigrantes italianos, principalmente genoveses, que le dieron al barrio su fisonomía actual. De allí fue que a los residentes de La Boca se los conocía como Xeneizes (deformación de «zeneizi», es decir, genoveses, en su propio dialecto) y, años después, por extensión, los hinchas del club Boca Juniors se identificaron de la misma manera.
Los inmigrantes se agruparon en Conventillos y pintaron sus casas con los sobrantes de pintura que traían los marineros. Como la pintura no alcanzaba para cubrir toda una casa de un mismo color, se utilizaron diversos colores para pintarlas.
Los conventillos de La Boca se caracterizaban por ser construcciones de chapas de metal acanaladas, montadas muchas veces sobre pilotes o cimientos altos debido a las frecuentes inundaciones. En su interior contaban con gran cantidad de pequeñas habitaciones, donde se «acomodaba» cada familia, mientras que la cocina y el baño común era compartido por todos los inquilinos que la habitaban. Siempre había un patio y balcones irregulares que fueron el ámbito donde se mezclaban y enriquecían las diferentes culturas en una interrelación que dio origen a una pintoresca versatilidad de personajes- como El bombero, la prostituta, el «cafishio», el enano, el equilibrista o el borracho -, que son rescatados luego por el arte popular.
La fiebre amarilla azotó al sur de la ciudad entre 1870 y 1871, dejando incontables víctimas. Así, los vecinos adinerados del barrio de San Telmo, decidieron trasladarse hacia el norte, donde había una mayor cantidad de espacios verdes y una menor densidad poblacional. A partir de allí, las grandes casonas abandonadas de San Telmo fueron subdivididas en varios cuartos que eran alquilados a los inmigrantes. Este hecho profundizó aún más la división de la ciudad en estratos sociales muy definidos: la aristocracia se agrupó al norte de la ciudad, mientras que el Sur fue ocupado por el proletariado.
En 1870 La Boca ya poseía gran parte de su fisonomía actual y en 1895 era la segunda sección de la Capital. Sobre una población de 38.000 habitantes, 17.000 eran argentinos, 14.000 italianos, 2.500 españoles y el resto de otras nacionalidades.
En 1863 comenzaron los trabajos del Ferrocarril Buenos Aires al Puerto de la Ensenada (inicialmente conocido como Ferrocarril de La Boca). Esta línea iniciaba su recorrido en Paseo Colón y Venezuela, donde se construyó una estación elevada denominada, justamente, Venezuela y, desde allí, las vías avanzaban por un viaducto de hierro hasta la zona de Casa Amarilla, para luego continuar por tierra. A «Venezuela» le seguían las estaciones Casa Amarilla, General Brown (originalmente llamada La Boca), Barraca Peña y Tres Esquinas (Montes de Oca y Osvaldo Cruz). Allí las vías cruzaban el Riachuelo para continuar hacia Quilmes y Ensenada.
En 1866 se inauguró un ramal que desprendiéndose en la estación General Brown (Olavarría y Filiberto) tomaba por la actual calle Caminito y luego avanzaba por la avenida Don Pedro de Mendoza hasta su intersección con la avenida Almirante Brown donde se levantaba la estación Muelle de La Boca, aunque la vía seguía hasta la calle Caboto aproximadamente. En 1872 este ferrocarril se prolongó un poco hacia el norte, continuando por la avenida Paseo Colón hasta su intersección con Bartolomé Mitre, donde se levantó la Estación Central de Buenos Aires. Sin embargo, esta terminal, compartida con otras empresas (FCO, FCN, FCS, etc.) tuvo una efímera existencia, ya que en 1897 el edificio fue devorado por un incendio y a partir de allí los servicios del Ferrocarril Ensenada comenzaron a operar desde Casa Amarilla, demoliéndose el viaducto de paseo Colón y la estación Venezuela.
Mientras tanto, en 1876 el ingeniero Luis A. Huergo gana un concurso realizado por la provincia de Buenos Aires para los trabajos de canalización del Riachuelo que comprendían el ensanche, profundización, apertura de una nueva boca y construcción de nuevos muelles. Estas mejoras permitieron el normal acceso de buques de ultramar, potenciando las posibilidades que ofrecía el Riachuelo como puerto natural de la ciudad. Sin embargo, en 1880 con la federalización de la ciudad de Buenos Aires, el Riachuelo se establece como frontera entre la provincia y la nación y en 1882 Eduardo Madero presenta un proyecto para el nuevo puerto de Buenos Aires (actual Puerto Madero) que funcionaría a la vez como un frente definitivo para la flamante ciudad Capital. El ing. Huergo objeta el proyecto de Madero en sus aspectos técnicos y financieros, considerando el sistema de dársenas como lento y obsoleto, además de excesivamente costoso. A su vez, Huergo presenta una propuesta alternativa adoptando un diseño de dársenas abiertas o dentiformes (similares al diseño de Puerto Nuevo), ubicadas desde el Riachuelo hasta la plaza de Mayo, con un único acceso al puerto por el canal sur, o sea manteniendo a La Boca como epicentro del desarrollo portuario e industrial de la ciudad. Finalmente el Congreso Nacional aprueba el proyecto de Madero y los problemas técnicos anticipados por Huergo surgieron casi de inmediato. La Construcción de Puerto Madero, Dock-Sud, Puerto Nuevo y el Puerto de La Plata, no hicieron más que acentuar la pérdida del rol estratégico, que hasta entonces había tenido el puerto del Riachuelo, que en poco tiempo se convirtió en un mero puerto de cabotaje, apéndice del obsoleto Puerto Madero.

### SigloXX

#### Fútbol

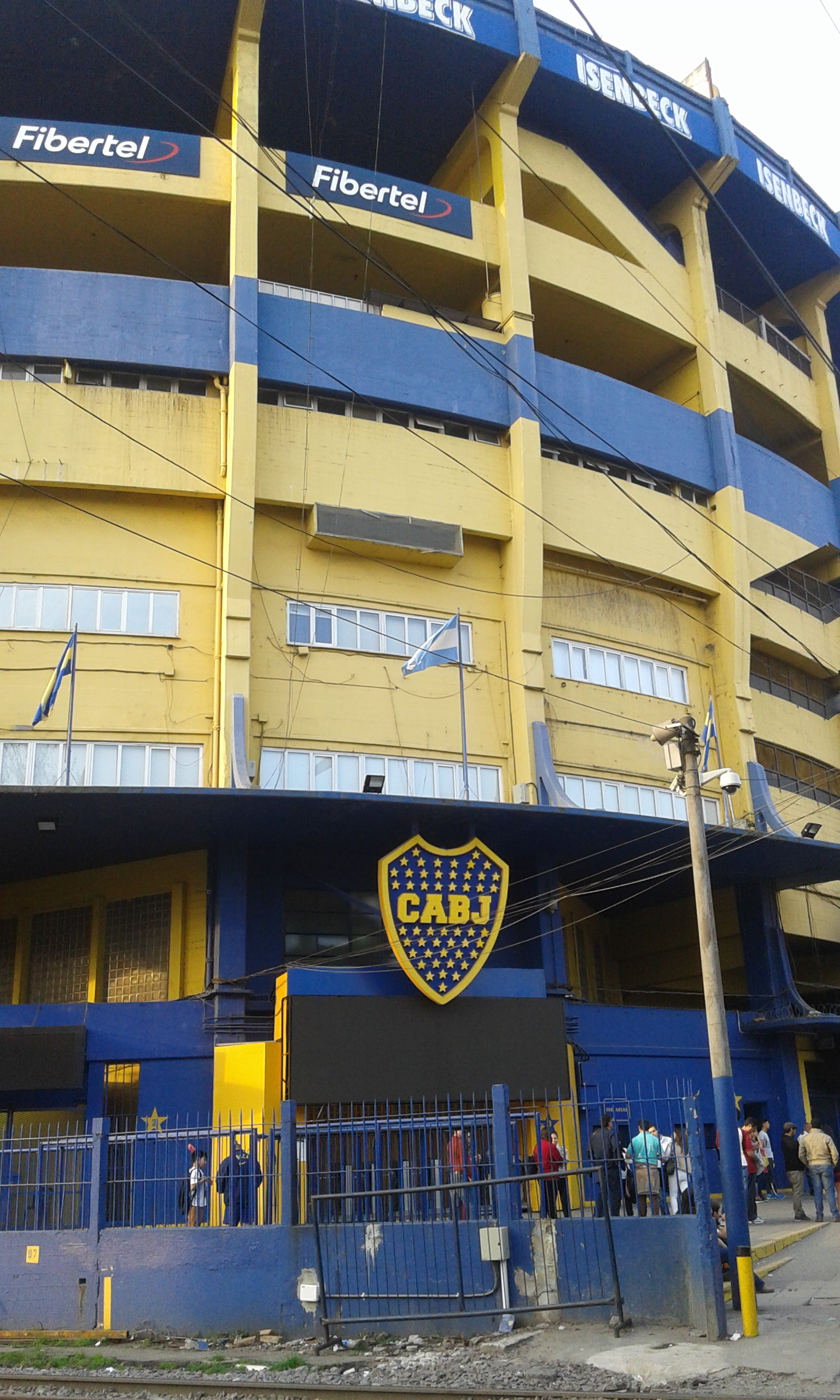
Exterior de La Bombonera.

River Plate, nace tras la fusión de dos clubes existentes: «Santa Rosa» y «La Rosales». La mayoría de sus fundadores fueron descendientes de italianos y según cuenta la historia, el nombre «River Plate» surgió cuando los miembros del club lo vieron estampado en unos gigantescos cajones, en la época en que se construía el Puerto Madero. La camiseta del club también tuvo un origen casual, una madrugada de carnaval, cuando los creadores de la entidad, robaron a modo de travesura una cinta de seda roja que descolgaba de la parte trasera de un carro. Hasta aquel momento la camiseta de River era únicamente de color blanco, y alguien tuvo la idea de añadir la cinta roja, sujetada con alfileres, a modo de banda, para darle un toque de color, idea que finalmente tuvo gran aceptación , otra versión afirma que el club toma sus colores de la bandera de Génova. Con algunos traslados breves, River Plate se mantuvo en el barrio de La Boca hasta 1923, cuando optó por mudarse definitivamente a la zona norte, primero al barrio de Palermo y finalmente, en 1938, al barrio de Belgrano, donde hoy en día se levanta el Estadio Monumental.
Mientras tanto, en 1905, nacía el histórico y mundialmente reconocido Club Atlético Boca Juniors. Sus fundadores decidieron que el nuevo club llevara el nombre del barrio, acompañado del término «Juniors», práctica común para otorgar un mayor prestigio a las instituciones, aunque en este caso el contraste del nombre era notorio, por la fama de barrio «difícil» y marginal, que se había ganado La Boca en aquel entonces. Al igual que River, muchos de los seguidores de Boca eran italianos, en su mayoría genoveses, que vivían en la zona. En 1914 el club estuvo a punto de abandonar el barrio, cuando la dirigencia consiguió unos terrenos en la zona de Wilde (Avellaneda). La marcha parecía inevitable, sin embargo, la contundente negativa de 1.300 de los 1.600 socios que tenía la institución, provocó que los mandatarios decidieran dar marcha atrás al proyecto. La construcción del estadio La Bombonera en 1940 afianzaría su residencia, aunque no de manera definitiva, ya que algunas décadas más adelante surgieron nuevos proyectos para trasladar la cancha a otros lugares cercanos con terrenos más generosos que el actual.
Con el correr del tiempo, todo el país se dividió principalmente entre hinchas de River o de Boca, dos equipos que paradójicamente habían nacido en el mismo barrio. El cruce entre Boca Juniors y River Plate, conocido habitualmente como El Superclásico del fútbol argentino, se convirtió rápidamente en uno de los encuentros más apasionados, no solo a nivel nacional, sino también a nivel internacional.

#### Política
Desde el punto de vista político, el barrio de La Boca también fue popular por haber logrado el triunfo de Alfredo Palacios, reconocido como el primer diputado socialista de América. Desde la crisis de 1890 el país había vivido una serie de protestas obreras y rebeliones radicales exigiendo una mayor apertura política. Así fue que en 1902 el régimen gobernante aprobó una nueva ley electoral que buscaba asegurar la representación de las minorías parlamentarias, como primer paso hacia una reforma mayor, que culminaría recién diez años después con la aprobación de la Ley Sáenz Peña. Cada territorio se subdividió por circunscripciones, siendo el barrio obrero de La Boca, la 4.ª circunscripción electoral de la Capital Federal. El Partido Socialista designó allí al doctor Alfredo L. Palacios como su candidato. El joven abogado, entusiasmó al barrio con sus fogosos discursos y así fue que en 1904, Palacios ganó como candidato a Diputado Nacional para el Congreso, gracias a la 4.ª Circunscripción, que desde entonces fue conocida como «la cuarta de fierro». Desde su banca en el Congreso, Palacios fue autor de diversas iniciativas como el Descanso dominical, la prohibición del establecimiento de medidores de agua en los conventillos, la exoneración de la patente de m$n 7000 para las cooperativas obreras, la reglamentación y protección del trabajo de las mujeres y niños y contra la trata de blancas.

#### Infraestructura

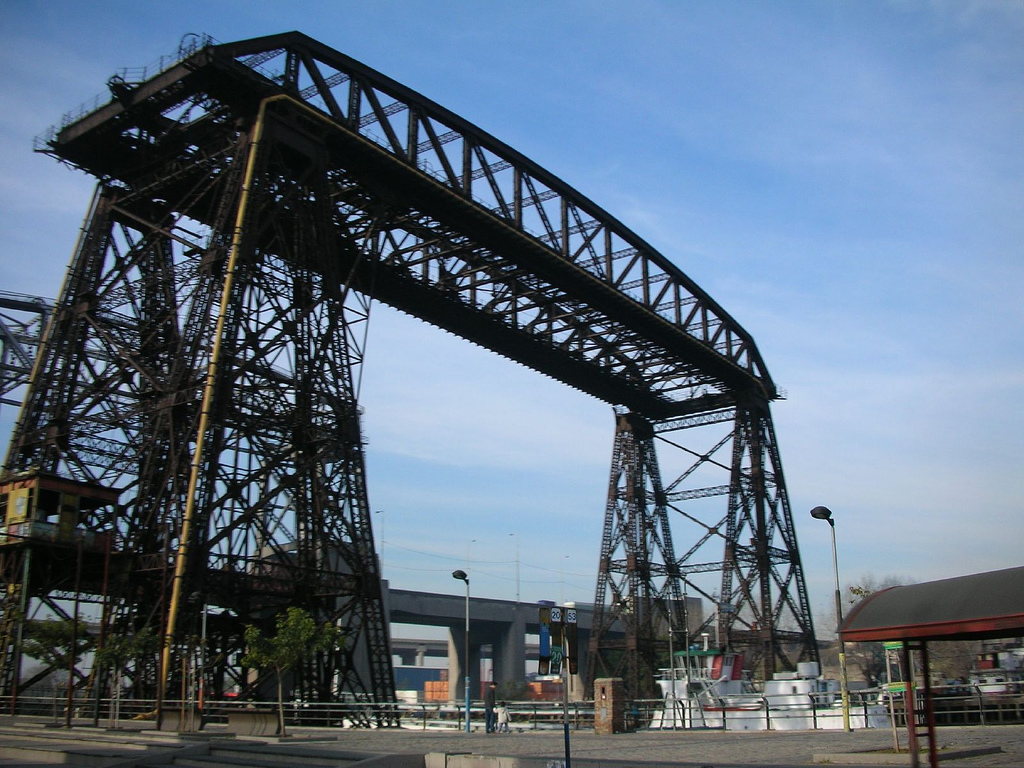
Vista del Puente Trasbordador Nicolás Avellaneda.

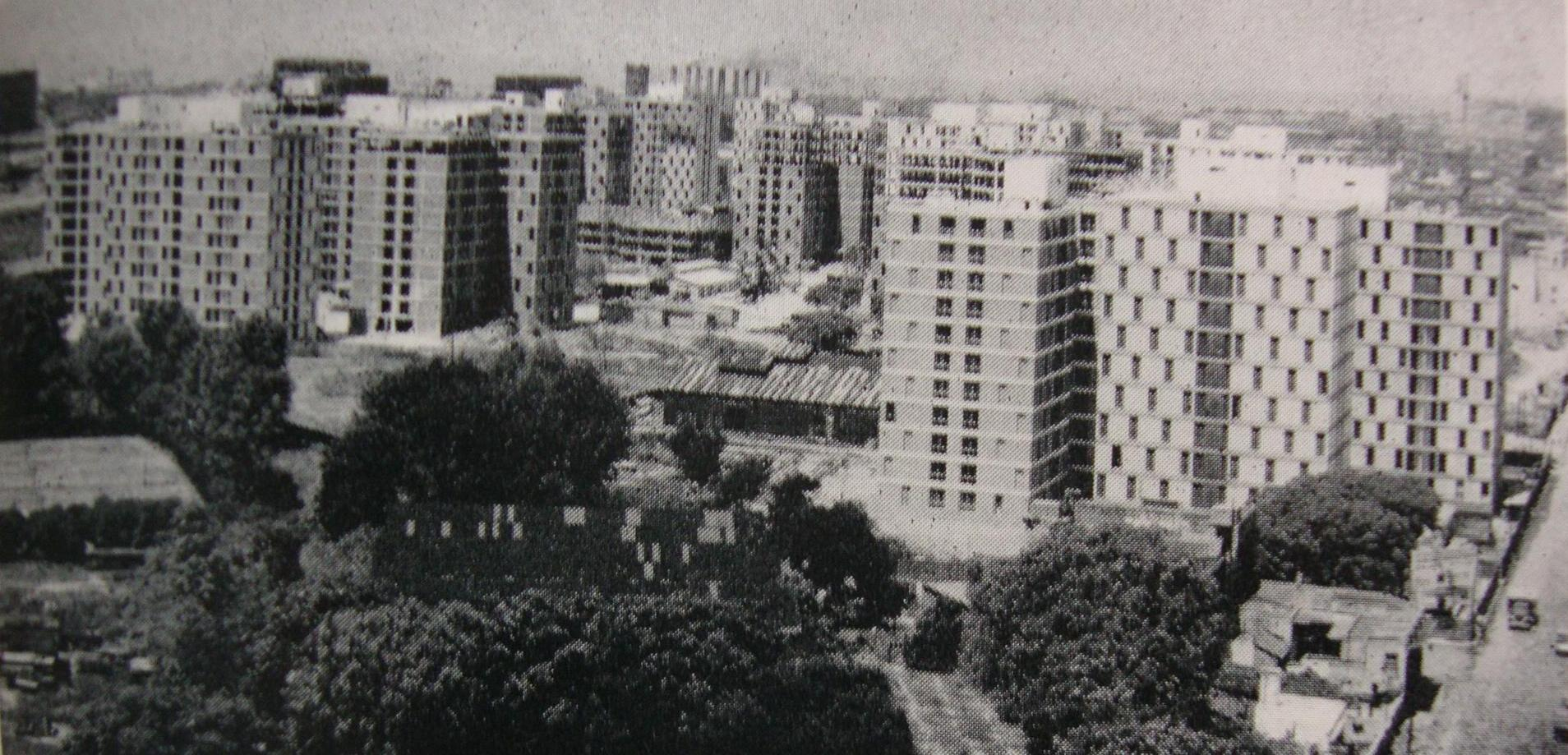
El barrio Catalinas Sur en construcción.

Con respecto a la infraestructura vial del barrio, en 1908 y por gestión del gobierno de la provincia de Buenos Aires, el Estado Nacional autorizó al Ferrocarril del Sud a erigir un puente transbordador para unir a la Isla Maciel con La Boca. El puente, símbolo del barrio, se inauguró el 31 de mayo de 1914 y llevó el nombre del ex presidente Nicolás Avellaneda en homenaje al municipio ubicado en la margen provincial del Riachuelo. Como lo indica su nombre, la estructura no sostenía a un puente propiamente dicho, sino a una plataforma transbordadora colgante. Dicha plataforma permitía el transporte de peatones, carros, vehículos a motor o tranvías, uniendo la avenida Almirante Brown en La Boca con la avenida La Plata en el Partido de Avellaneda.
Su dominio pasó luego a la órbita nacional y en 1940 se inauguró a cien metros de distancia un nuevo puente peatonal y carretero (Nuevo Puente Avellaneda), aunque el viejo transbordador siguió funcionando hasta la década del '60. Hacia 1993 empezaron a circular rumores sobre su posible desguace y allí la opinión pública se pronunció pidiendo su conservación, no solo por su valor histórico y social, sino también por su valor simbólico y monumental para el barrio de La Boca y para toda la ciudad. El puente fue declarado como «Sitio de Interés Cultural», por el Concejo Deliberante porteño en 1995 y finalmente fue protegido como «Monumento Histórico Nacional».
En 1898, el Ferrocarril de Ensenada, que prestaba servicios en el barrio de La Boca, fue adquirido por el Ferrocarril del Sud. Por aquel entonces aún seguían circulando trenes de pasajeros entre la estación Casa Amarilla y La Plata hasta que se habilitó el empalme entre la línea principal del FCS con las vías del ex FCE a la altura de Avellaneda, el 1.º de octubre de 1909. Desde allí todos los trenes de pasajeros partieron y llegaron a plaza Constitución, quedando desactivado el servicio de pasajeros del ex Ferrocarril Ensenada dentro de la Capital Federal.
Por este puente del ex Ferrocarril Ensenada (hoy viejo Puente Pueyrredón) siguieron cruzando trenes de carga, sin embargo, el Ferrocarril Sud construyó e inauguró en 1913 un nuevo puente denominado Barraca de Peña, con un tramo central levadizo. Finalizada esta obra, la traza sobre la avenida Don Pedro de Mendoza y el puente del ex Ferrocarril a la Ensenada, se desmanteló.
En los años ´40, con la decadencia final de la zona portuaria, desapareció la Compañía de las Catalinas (The Catalinas Warehouses and Mole Company Ltd.), una empresa que había sido fundada por Francisco Seeber a fines del siglo XIX. Esta empresa era la propietaria de un muelle y de dos grandes terrenos de depósitos portuarios, a los cuales les quedó el nombre de «Catalinas Norte» y «Catalinas Sur». La compañía vendió a la Municipalidad ambos terrenos en la década del ´60. Catalinas Norte pronto se convirtió en un moderno centro financiero, mientras que Catalinas Sur, en el barrio de La Boca, fue transformado por la Municipalidad en un barrio de vivienda pública, hoy rebautizado con el nombre de Alfredo Palacios. En 1945, ya había sido levantado, sobre terrenos de Catalinas Sur, el imponente edificio del Hospital Cosme Argerich, uno de más grandes a nivel metropolitano.

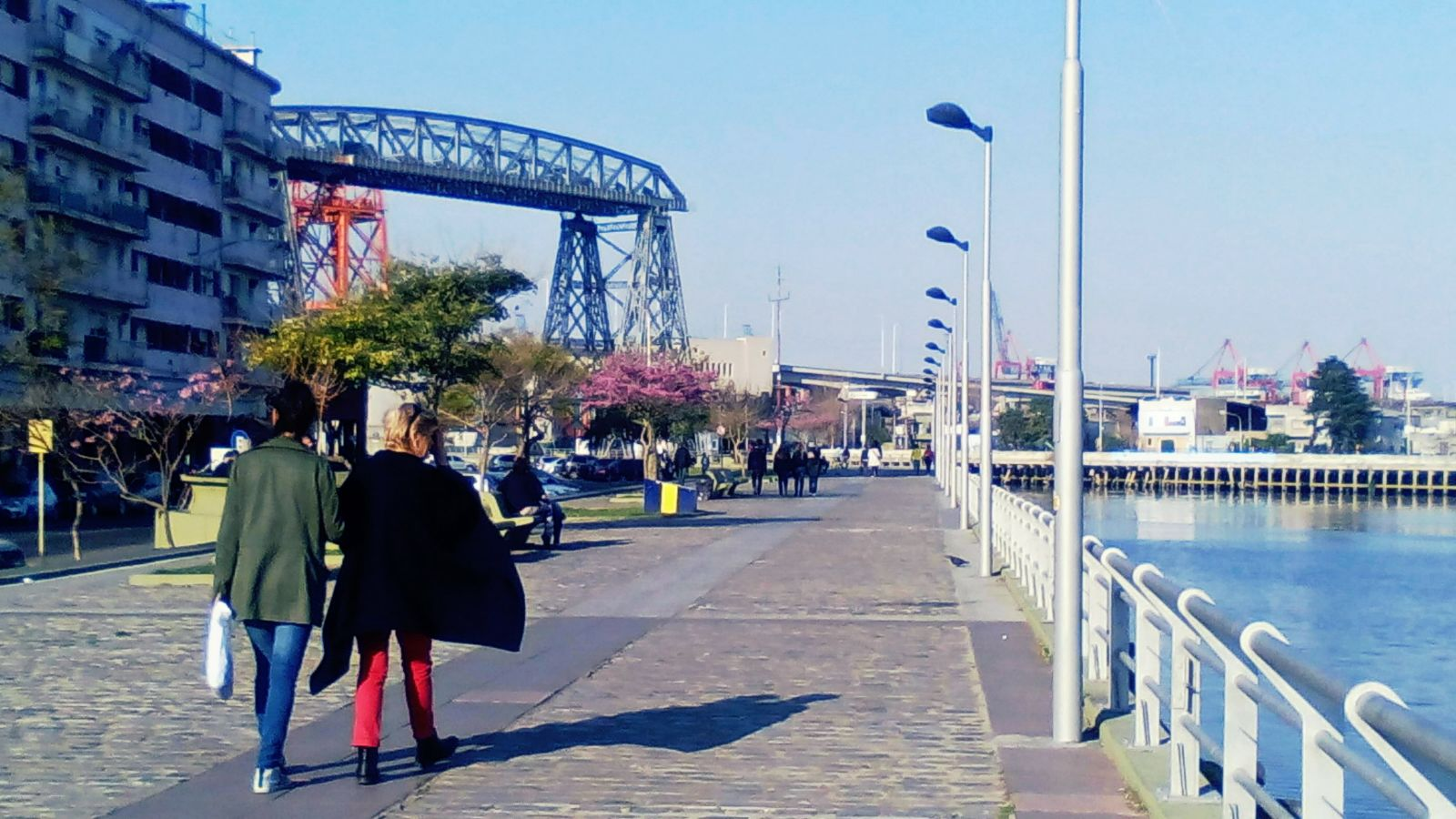
Ribera del Riachuelo.

#### Arte[12]

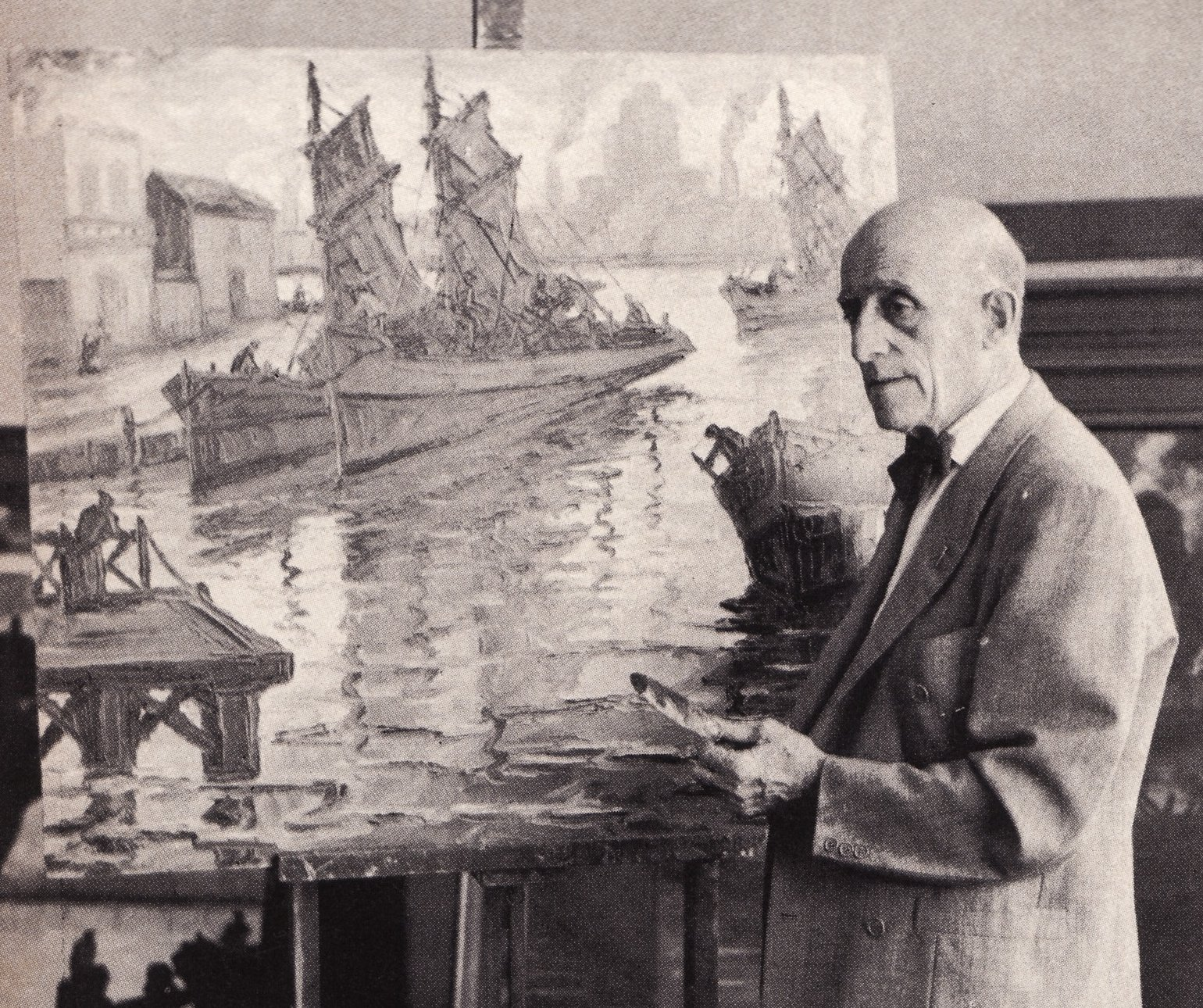
Benito Quinquela Martín en su taller.

Desde el punto de vista artístico, el mayor exponente del barrio fue Benito Quinquela Martín, un pintor y vecino, que reflejó las tareas del puerto y la vida cotidiana de su gente en estilo neoimpresionista. Abandonado por su madre en la Casa de Niños Expósitos de Buenos Aires, a los siete años de edad fue adoptado por la familia Chinchella, dueños de una carbonería, por lo que de niño le tocó trabajar cargando bolsas de carbón en el puerto. De forma autodidacta se convirtió en pintor, uno de los más populares del país. Sus obras fueron exhibidas en el país y en el extranjero, y gran parte del dinero recaudado lo donó para obras en el barrio de La Boca.
En los años 50 un grupo de vecinos, incluyendo al propio Benito Quinquela Martín, decidieron recuperar el viejo callejón de 150 metros, de trecho sinuoso, conocido como "Caminito". Por aquel sendero había corrido originalmente la vía del Ferrocarril Ensenada entre las estaciones General Brown y La Boca, que por entonces ya se encontraba desactivado. Así, en 1959, el gobierno municipal inauguró allí una calle museo, con obras de arte donadas por sus propios autores. El mismo pintor Quinquela Martín asesoró a sus vecinos para que utilizasen colores más vivos y variados que los utilizados originalmente por los primeros inmigrantes, lo que brindó una nueva imagen a todo el entorno. Cabe destacar que los mismos colores fueron utilizados para los edificios que Quinquela donó al barrio: la Escuela-Museo, la Escuela de Artes Gráficas, el Lactario Municipal, el jardín de infantes y el Instituto Odontológico infantil.

#### Población

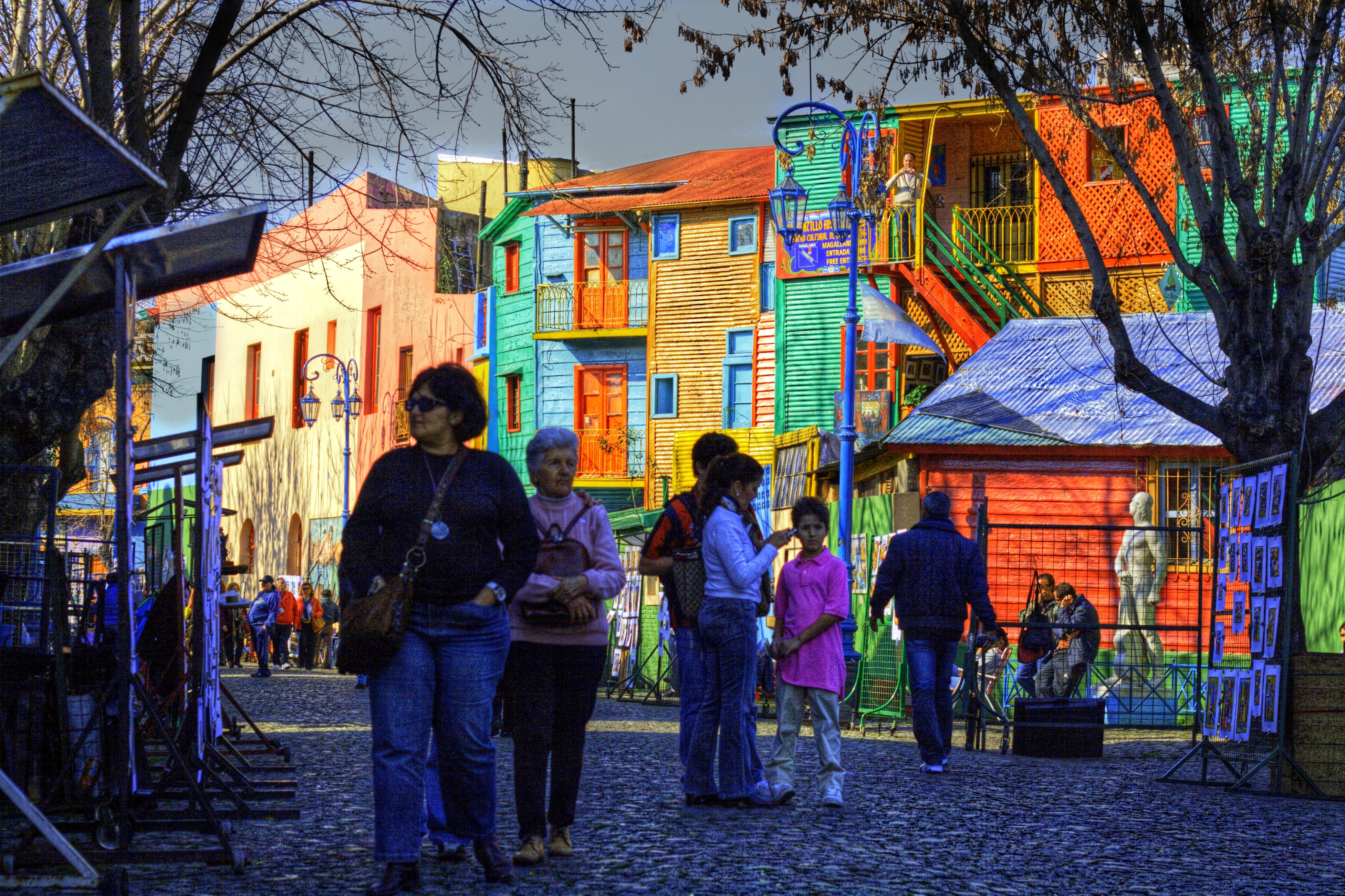
La calle «Caminito».

José Ceppi, alias Aníbal Latino, periodista porteño, en su libro «Argentinos y europeos. Cuadros sudamericanos» escribió:

Al sur de Buenos Aires, a seis o siete kilómetros del centro de la ciudad, a lo largo de la orilla de un pequeño río canalizado en cierta extensión y que se llama Riachuelo, extiéndese La Boca, un barrio o mejor dicho un suburbio vastísimo de la población. Está separado de la ciudad solo por una extensa faja de terreno poblada por algunas casas esparcidas: la comunicación es cómoda, fácil, rápida, continua, por tramway y por ferro-carril; y sin embargo tiene un carácter tan diferente, tan especial, que parece estar á cincuenta millas de distancia. Muchos, hasta en Buenos Aires, hablan de la Boca como si hablasen de otra ciudad, no de un barrio que está á dos pasos de la gran plaza.

El barrio registró su pico máximo de población en 1914 (76.000 hab.), sin embargo, a partir de 1947 comenzó a experimentar un éxodo sostenido. La situación se agravó a partir de la década del ´70 con el cierre definitivo de su puerto y la desaparición de las actividades que subsistían gracias a él, lo cual generó mayor desempleo, repercutiendo directamente en la actividad comercial y de servicios, que experimentó un agudo decrecimiento, sobre todo en los años ´80. Para 1991 la cantidad de habitantes había bajado a 46.277, o sea un 40 % menos con respecto a aquel máximo histórico de 1914. A esto se sumaban otros factores como que La Boca era, según cifras oficiales, el barrio con mayor porcentaje de inquilinos de la Capital Federal y uno de los de menor valor inmobiliario.

### SigloXXI

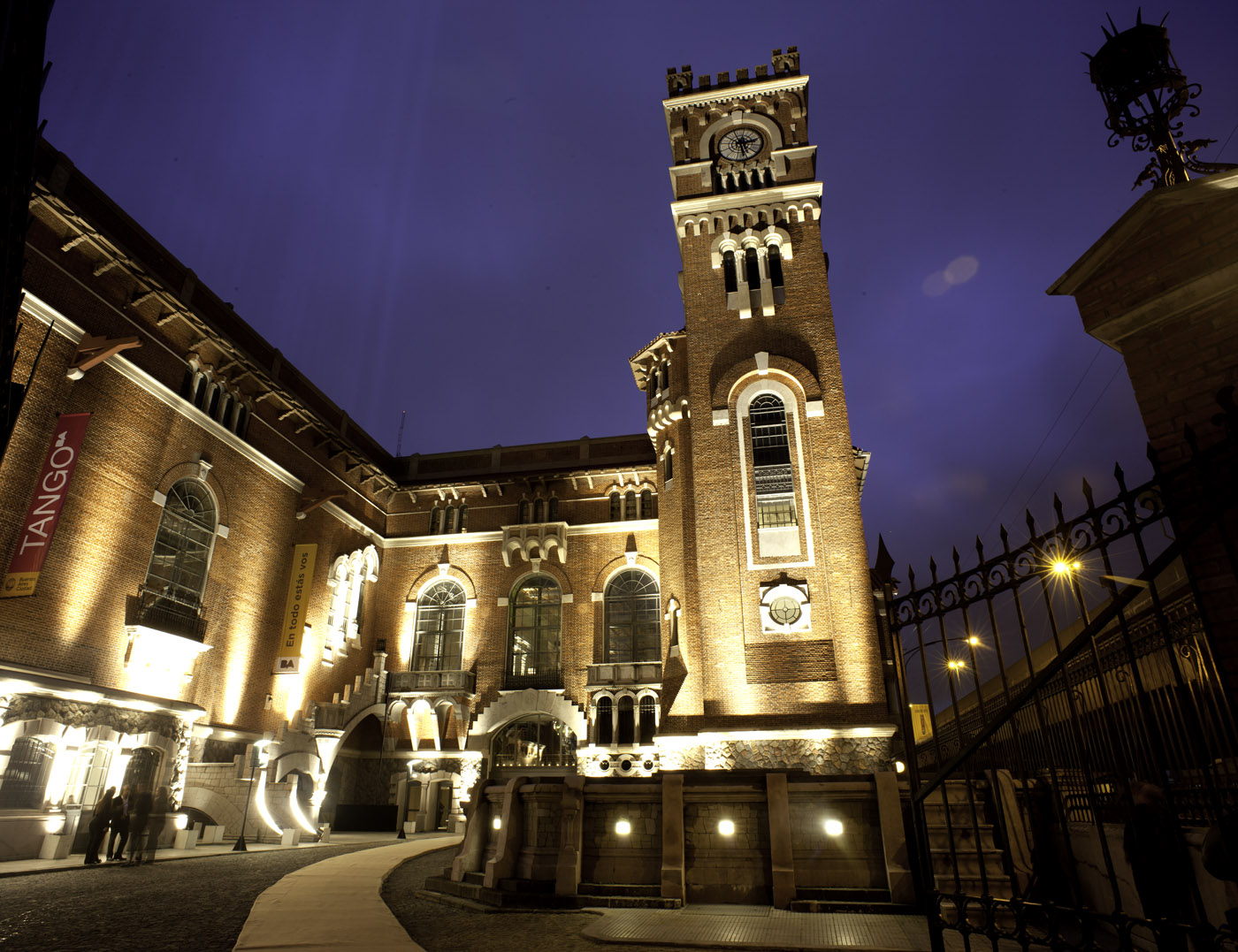
Usina del Arte, proyecto gestado en el año 2000, recién fue inaugurado en el año 2011.

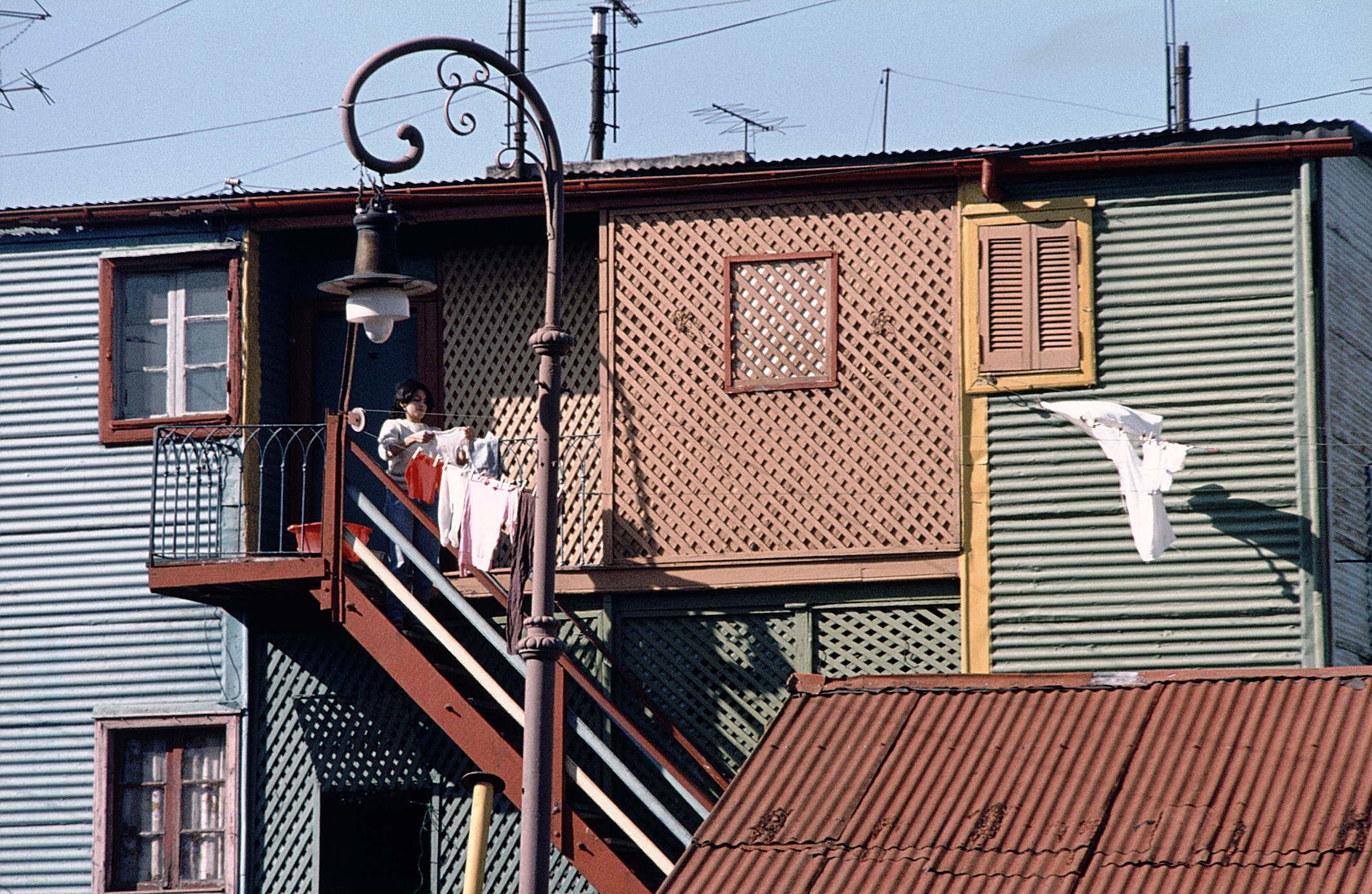
Típico «Conventillo» de La Boca.

El 1.º de julio de 1995 se abrió al tránsito el tramo La Boca - Quilmes de la Autopista Buenos Aires - La Plata (hoy Ricardo Balbín). La obra, que iniciaba su trayecto en el extremo Este de la Autopista 25 de Mayo, avanzaba como viaducto por sobre la avenida Don Pedro de Mendoza, para luego cruzar el Riachuelo hacia el sur del conurbano bonaerense. Esta obra, de gran relevancia para la conectividad vial del área metropolitana, no hizo más que acentuar la degradación urbana que ya afectaba al castigado barrio de La Boca.
En este contexto, a partir de 1996 comienza un proceso de mayor inversión pública por parte del Gobierno de la ciudad de Buenos Aires: Se realizan algunas obras de saneamiento en la cuenca del Riachuelo y se reconstruye la avenida costanera Don Pedro de Mendoza, incorporando defensas de contención para prevenir inundaciones. [cita requerida]La intervención sobre la costanera incluyó un diseño similar al utilizado en la urbanización de Puerto Madero, reforzando el concepto de unidad para un futuro corredor costero Retiro-Puerto Madero-La Boca. Con estas obras se buscaba recuperar el entorno barrial concentrando los esfuerzos en la zona de Vuelta de Rocha y Caminito, condición básica para atraer inversiones privadas e iniciar un proceso de gentrificación. También se esperaba que el mega-emprendimiento de Puerto Madero, generara un efecto derrame sobre los barrios del sur.
Las obras de la ribera dieron un importante impulso a la actividad turística: a las atracciones históricas como Caminito, el Museo Quinquela Martín, el Teatro de la Ribera o la Cancha de Boca se sumó un museo de vanguardia (PROA), locales gastronómicos y diversos negocios destinados al turista. Sin embargo, el florecimiento comercial aún no es acompañado por una renovación en el área residencial.
Mientras tanto, otra de las obras prometidas en los años ´90 para levantar al barrio fue el «Tren del Este», un servicio de pasajeros con trenes diésel livianos administrado por la concesionaria Ferrovías SAC, que uniría los partidos bonaerenses de Vicente López y Avellaneda, pasando por Retiro, Puerto Madero y La Boca con una extensión de 24 km. El servicio iniciaría su recorrido en la estación Aristóbulo del Valle siguiendo el mismo recorrido que el de la Línea Belgrano Norte hasta Retiro y desde allí avanzaría por las vías de carga, por lo que había sido la vía principal del ex Ferrocarril Ensenada. Desde Barraca Peña, el servicio sería posteriormente extendido hasta Avellaneda, aunque esta sección requería la desocupación de la traza ferroviaria que había sido intrusada por un asentamiento ilegal.
Dicho proyecto quedó en suspenso hasta el año 2005 cuando se anunció nuevamente su puesta en marcha con características similares a las del proyecto original, sin embargo, al poco tiempo se lo relanzó como una flamante línea de tranvía eléctrico, el «Tranvía del Este». Aunque el Gobierno Nacional anunció su puesta en marcha para enero de 2006 y  se inauguró en julio de 2007, con 4 estaciones entre las avenidas Córdoba e Independencia. En 2008 se anunció en el llamado a licitación para la ampliación del servicio, que iba a contar con siete estaciones nuevas. Hacia el norte se construirían las paradas «Catalinas», «Torre de los ingleses» y «Terminal de ómnibus», mientras que hacia el sur, estarían las estaciones «Avenida Garay», «Hospital Argerich», «Cancha de Boca» y «Caminito». Sin embargo, las obras de extensión nunca se iniciaron y el servicio, con escasos pasajeros, terminó siendo suspendido de manera «provisoria» en octubre de 2012.
Otro proyecto relevante se lanzó en el año 2000, cuando el jefe de Gobierno porteño, Aníbal Ibarra, decidió emprender junto al Gobierno Nacional (Presidente Fernando De la Rúa) [cita requerida]la recuperación del emblemático edificio de la ex Usina Pedro de Mendoza (hoy Usina del Arte) para ubicar allí al Auditorio de la ciudad de Buenos Aires, sede definitiva de las orquestas Sinfónica Nacional y Filarmónica de Buenos Aires. El Gobierno de la ciudad dio comienzo a los trabajos, restaurando el edificio anexo, ocupado actualmente por el Museo del Cine. Sin embargo, tras la crisis de 2001, las nuevas autoridades nacionales deciden retirarse del proyecto, por lo que el Gobierno de la ciudad termina adquiriendo el inmueble por $ 5 millones para poder continuarlo. El comienzo de los trabajos se da en julio de 2007, bajo la gestión de Jorge Telerman e inaugurado por Mauricio Macri.[cita requerida]
En noviembre de 2012, la Legislatura Porteña aprobó la creación del «Distrito de las Artes» en parte de los barrios de La Boca, Barracas y San Telmo, para favorecer al sector artístico que por  10 años. En los últimos años se ha denunciado el repunte de la inseguridad, con una ola de robos y arrebatos en el barrio, siendo usualmente las víctimas los visitantes extranjeros.

Bandera genovesa, izada en La Boca por los independentistas

## La República de La Boca
En 1882 a raíz de un conflicto laboral que culminó con una huelga, un grupo de inmigrantes genoveses decidieron independizar a La Boca de la Argentina.
Firmaron un acta en la que informaron al Rey de Italia que habían constituido la "República Independiente de La Boca" y levantaron su bandera. El General Julio Argentino Roca, por entonces Presidente de la Nación, acudió en persona al lugar con el Ejército, quitando la bandera genovesa izada en un mástil y solucionó el conflicto.

## Bomberos Voluntarios de La Boca

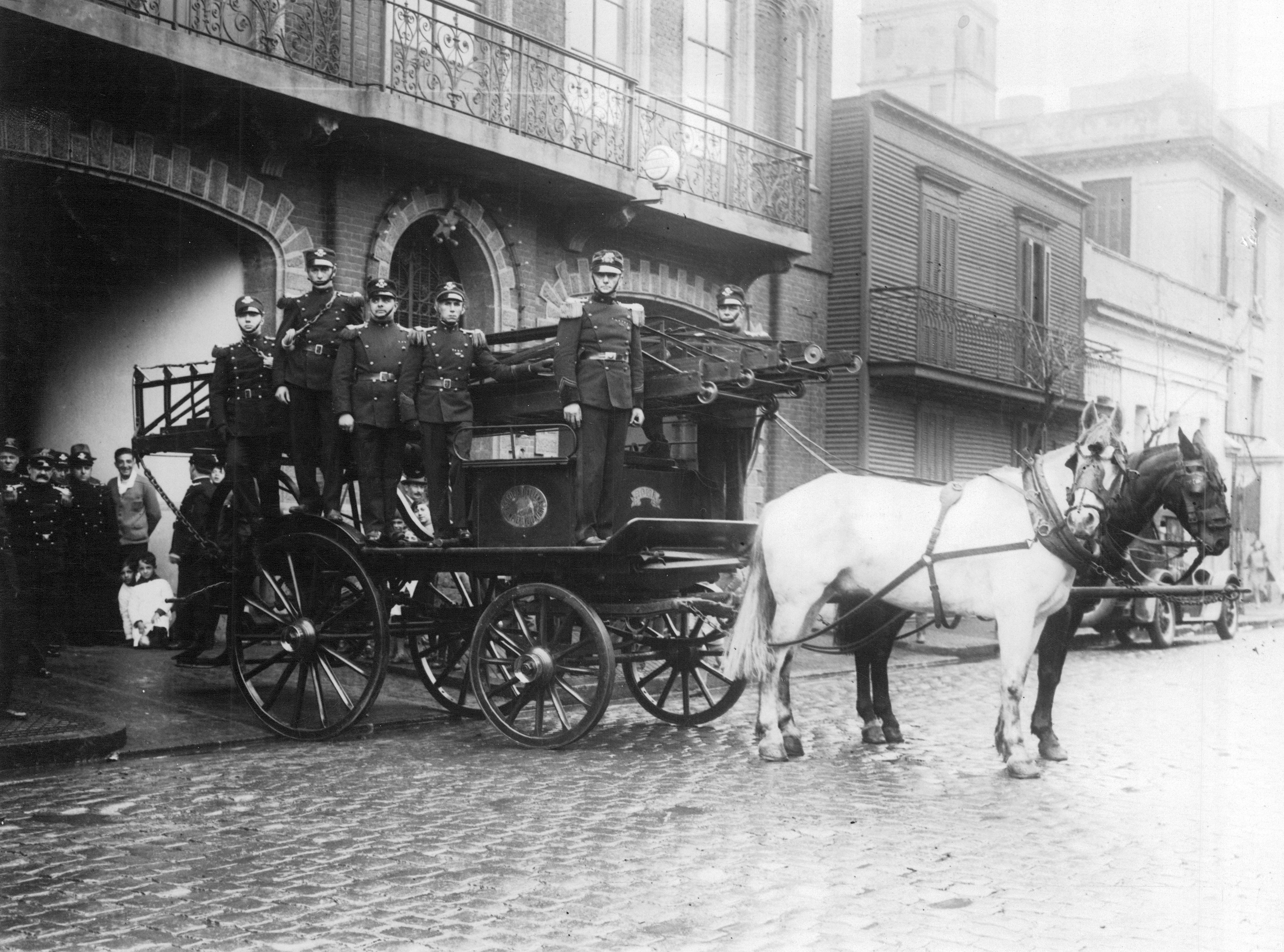
Bomberos voluntarios, hacia 1920. (Imagen: AGNA)

En 1884, ante los frecuentes incendios de los conventillos, el barrio fue testigo de la creación del primer cuartel de bomberos voluntarios del país, entidad a la que se denominó Asociación Italiana de Socorros Mutuos Bomberos Voluntarios de La Boca, ubicada en la calle Brandsen, del barrio. También La Boca fue conocida y recordada por sus carnavales y sus comparsas como El Trapito, los Nenes de Suárez y Caboto, el Rosedal entre otros. Algunas versiones indican que los acordes de la Marcha Peronista fueron tomados de la marcha de El Rosedal.

## Arte y esparcimiento

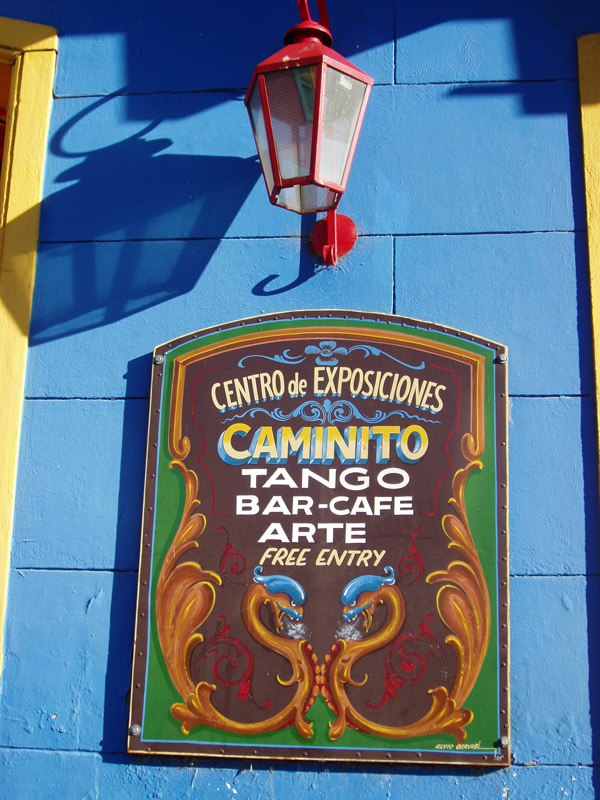
Centro de Exposiciones Caminito.

La vecindad del Riachuelo es uno de los sectores de la ciudad más visitados por los turistas por estar muy vinculado a la mitología del tango. La Vuelta de Rocha, donde el Riachuelo hace una amplia curva, es uno de sus lugares más característicos, como Caminito, una callejuela inmortalizada por el tango del mismo nombre, de Juan de Dios Filiberto. Allí se venden pinturas, suvenires y artesanías. Los domingos hay parejas de tango que bailan sobre su empedrado. Se aprecian edificios de 2x2 metros construidos con chapa y cartón.
La ribera fue convertida en paseo y una obra de ingeniería hidráulica ha conjurado la maldición de las inundaciones. El estadio de Boca Juniors es considerado un monumento. Llamado La Bombonera por sus gradas elevadas que le dan forma de caja, el espectáculo de un partido de fútbol resulta allí inolvidable por el reconocido fervor de los hinchas (aficionados) de Boca y su carnaval de luces de bengala, papeles de colores y bombas de estruendo.
Ocupando el edificio de la vieja Usina «Don Pedro de Mendoza», construida en 1916 junto a la Dársena Sur, se inauguró en 2011 la Usina del Arte, un centro cultural y sala de espectáculos que continúa en construcción, y que será sede de la Orquesta Filarmónica de Buenos Aires.

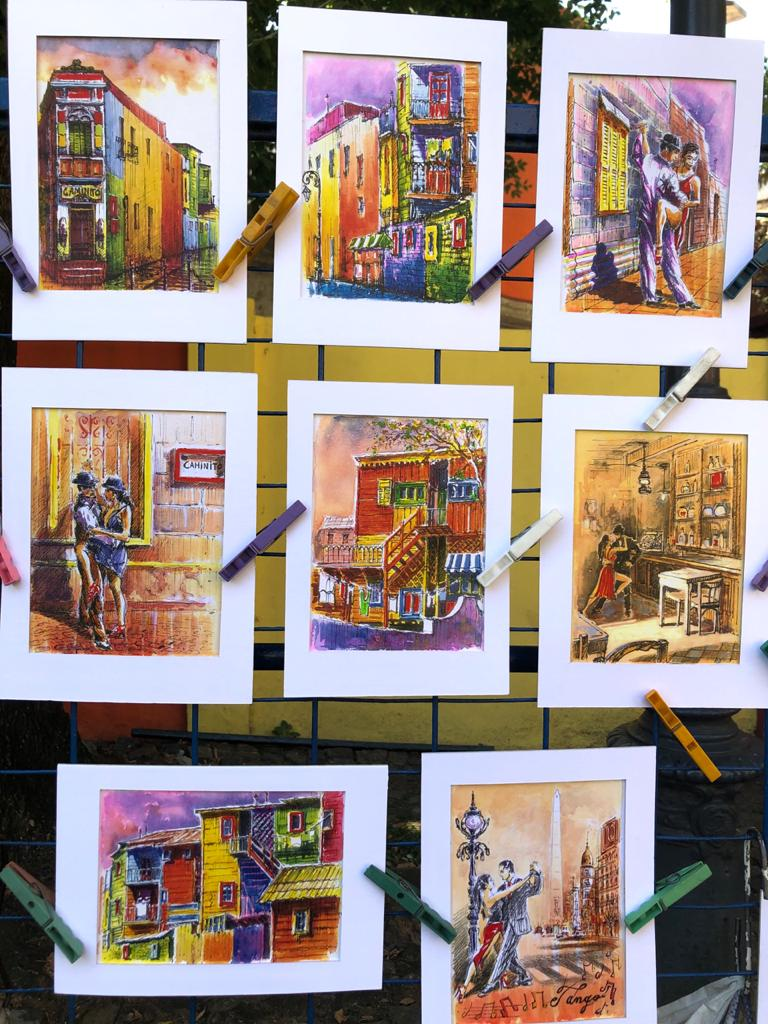
Pinturas realizadas por artesanos de Caminito.

También se encuentra "El Galpón de Catalinas" donde funciona el "Grupo de Teatro Catalinas Sur" ubicado actualmente en la calle Benito Pérez Galdós 93. Nace en el año 1983 en el barrio originalmente denominado barrio Catalinas Sur, La Boca, siendo el primer grupo de Teatro Comunitario en la Argentina. En la estética del teatro comunitario conviven elementos típicos del grotesco, el sainete y la comedia del arte. Las obras se caracterizan por su revisión histórica y social siendo de muy diversos estilos, algunas con más de 20 años en cartelera, destacándose "Venimos de muy lejos" (1989), "La Catalina del Riachuelo", "El Fulgor Argentino Club Social y Deportivo" (1998), Carpa Quemada "El Circo del Centenario" o "Sudestada" (2002) entre otras.

## Sitios de interés

### Museos
Museo Benito Quinquela Martín
Ofrece un panorama del arte figurativo argentino desde fines del siglo XIX hasta mediados del siglo XX. Obras de grandes artistas, considerados iniciadores y precursores de las artes plásticas en el país, se encuentran exhibidas en este museo, donde el artista vivió y trabajó. 
Museo del Cine Pablo Ducrós Hicken
Fundado en 1971, está dedicado a la preservación, investigación y difusión del arte cinematográfico argentino.
Museo Conventillo Marjan Grum
La construcción original del museo pertenece a un conventillo de los habituales en el barrio de La Boca a fines del siglo XIX. Se exponen muestras de pintura y escultura que son visitados por vecinos, turistas y escolares. Otras actividades como proyección de videos, charlas y conferencias, concursos de manchas y teatro dan vida al lugar.
Museo de Calcos y Escultura comparada
En sus salas se exhibe de modo permanente la colección histórica de calcos -reproducciones en yeso de originales- de obras maestras escultóricas expuestas en museos como el Louvre de París, el Británico de Londres, el Nacional de Antropología de México o la Academia de Florencia. Abarca más de 4000 años de historia proponiendo recorridos a través del Arte Egipcio Antiguo, Mesopotámico, Asiático, Hindú, Griego, Romano, Románico, Gótico, Renacentista, Manierista, Mesoamericano y Andino.
Museo Histórico de Cera
Ubicado en la Vuelta de Rocha, es una de las primeras casas de cemento construidas a principios de siglo XX. En él se manifiesta de forma contundente la esencia del barrio, con la vivencia de figuras de cera que evocan la epopeya del sur de Buenos Aires, desde sus orígenes hasta nuestros días.
Museo de la Pasión Boquense
Ubicado debajo de una de las tribunas del Club Atlético Boca Juniors, este espacio ofrece la oportunidad de revivir la rica historia de más de 100 años del club.

### Plazas
Plaza Solís
El diseño paisajístico de la plaza fue realizado por el arquitecto francés Charles Thays, Director de Plazas y Jardines de Buenos Aires a principios del siglo XX. Se caracteriza por sus árboles altos y frondosos y por su trazado totalmente simétrico.
Plazoleta de los Suspiros
Tiene un mástil de hierro dedicado a los marinos de todos los tiempos que con su esfuerzo contribuyeron a la grandeza de la patria. También podemos encontrar un busto en homenaje a Guillermo Brown, obra del artista argentino Julio César Vergottini realizado en 1950.

### Edificios y arquitectura
Puente Nicolás Avellaneda
Cruza el Río Matanza-Riachuelo, uniendo La Boca con la Isla Maciel, en el Municipio de Avellaneda. Su viaducto forma parte de la Ruta Nacional A001. Consta simultáneamente de un tablero levadizo y un puente transbordador, lo que lo hace único en su tipo en el mundo. Fue diseñado para reemplazar al adyacente Puente Transbordador Nicolás Avellaneda.
Vuelta de Rocha
Es un lugar histórico del barrio de La Boca, se cree éste que pudo ser el sitio de la primera fundación de la ciudad. El nombre de Vuelta se debe a una amplia curva que hace el Riachuelo en esta parte de la ciudad, antes de desembocar en forma de estuario en el Río de la Plata.
Caminito
Es un callejón museo y un pasaje, de gran valor cultural y turístico. El lugar adquirió significado cultural debido a que inspiró la música del famoso tango "Caminito" (1926), compuesta por Juan de Dios Filiberto. Las casas de madera y chapa que tienen su frente al Caminito, responden al estilo del tradicional conventillo boquense, un tipo de vivienda popular precaria que caracterizó al barrio desde sus orígenes a fines del siglo XIX, como centro de residencia de inmigrantes genoveses. 
El Viejo Mercado de la Boca
Llamado originalmente Mercado Garibaldi, se localiza en la calle Del Valle Iberlucea 1061. Nació en el siglo XlX como frigorífico para convertirse luego en un mercado vecinal de comestibles. 
El Castillo de La Boca
Ubicado en una esquina de tres calles, es imposible pasar por allí y no verlo por su disposición, belleza arquitectónica y su imponente torre.
Colectivos
Las líneas de colectivos que atraviesan este barrio son: 2 4 8 10 20 22 24 25  29 33 39 46 53 64 70 86 93 129 130 152 159 168 195

## Galería

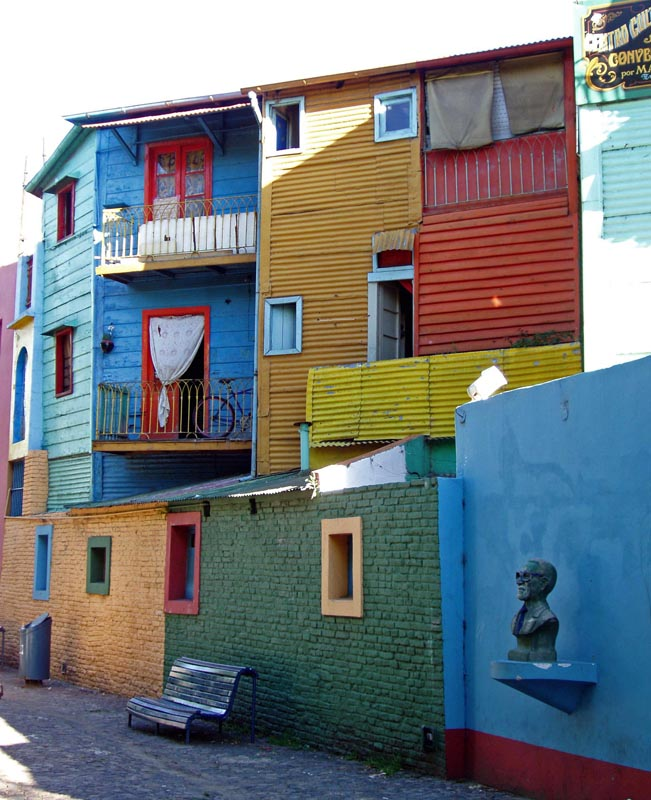
Clásicas construcciones en La Boca
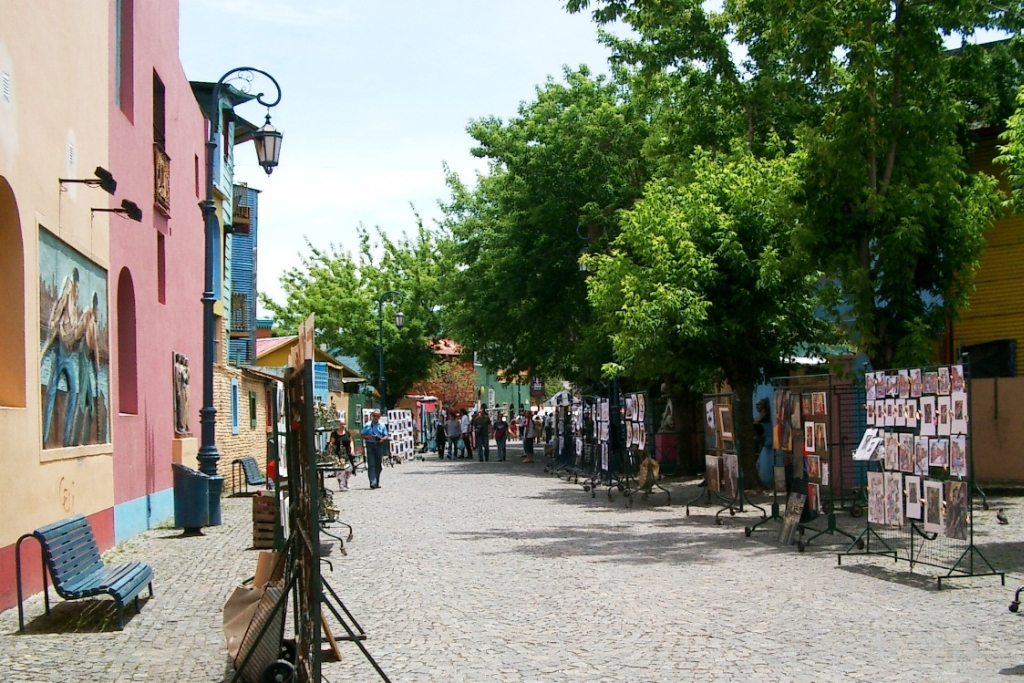
Callejón Caminito
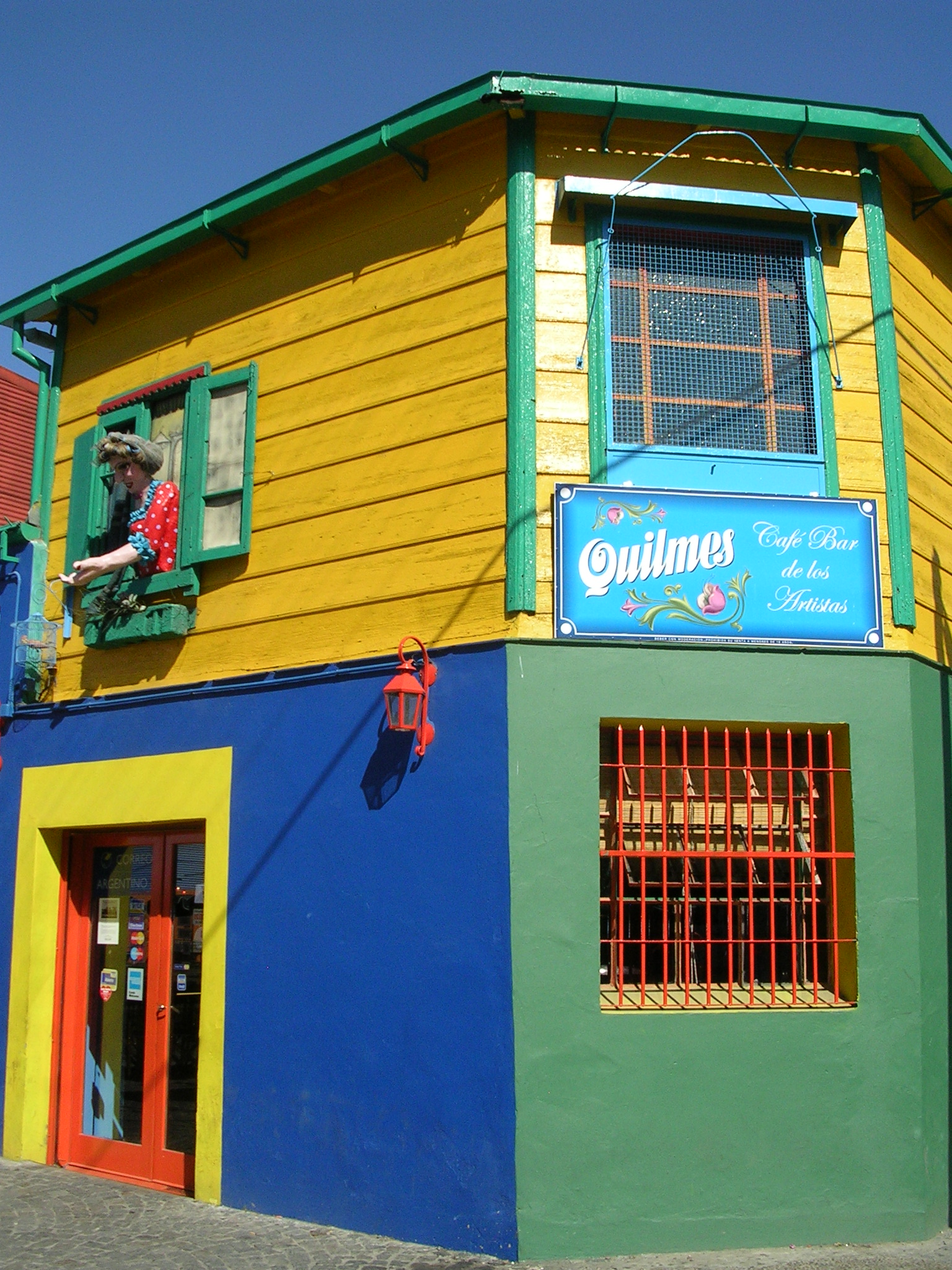
La Boca
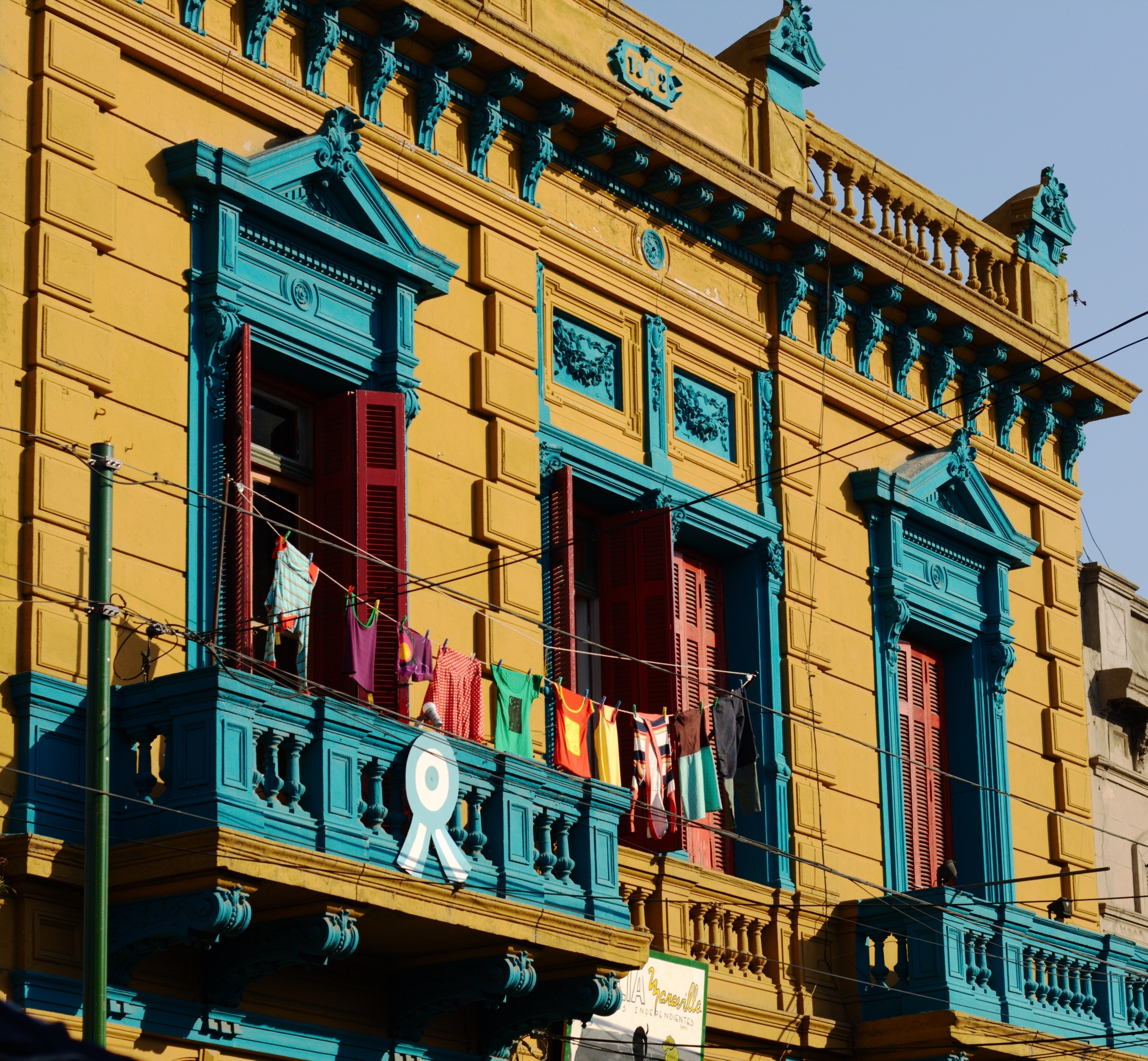
Casas típicas